# Vertrag von Finckenstein

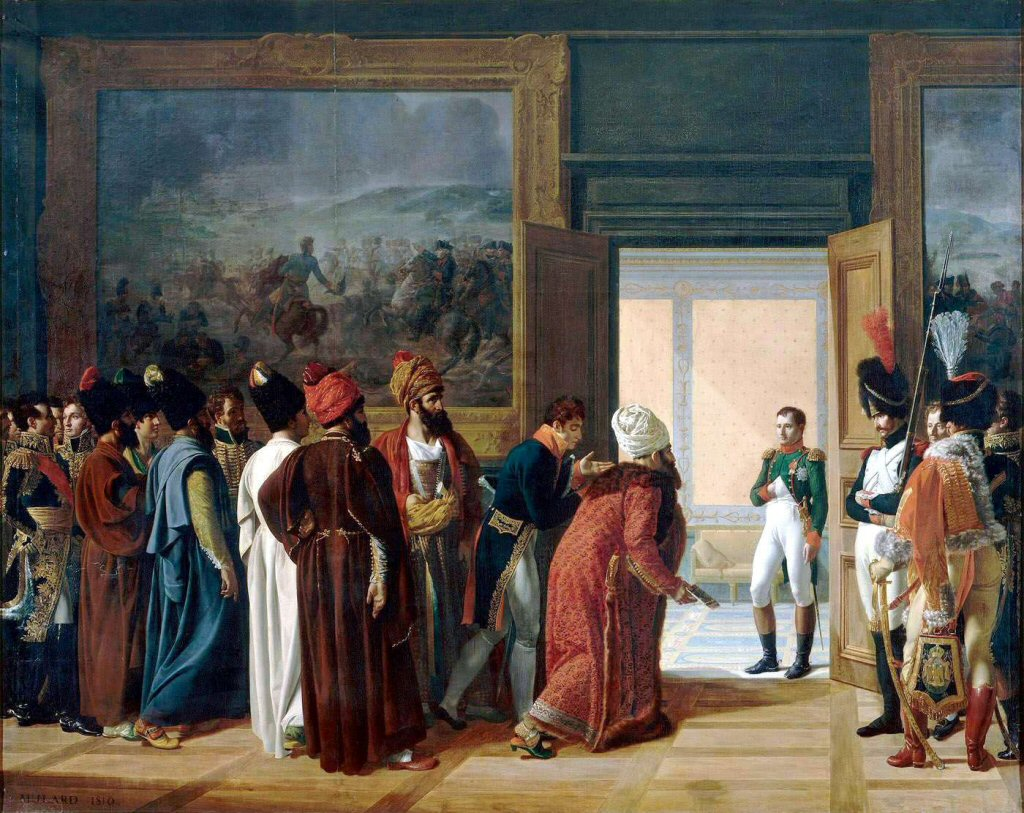
Napoleon empfängt den persischen Gesandten Mirza Mohammad Reza Qazvini auf Schloss Finckenstein

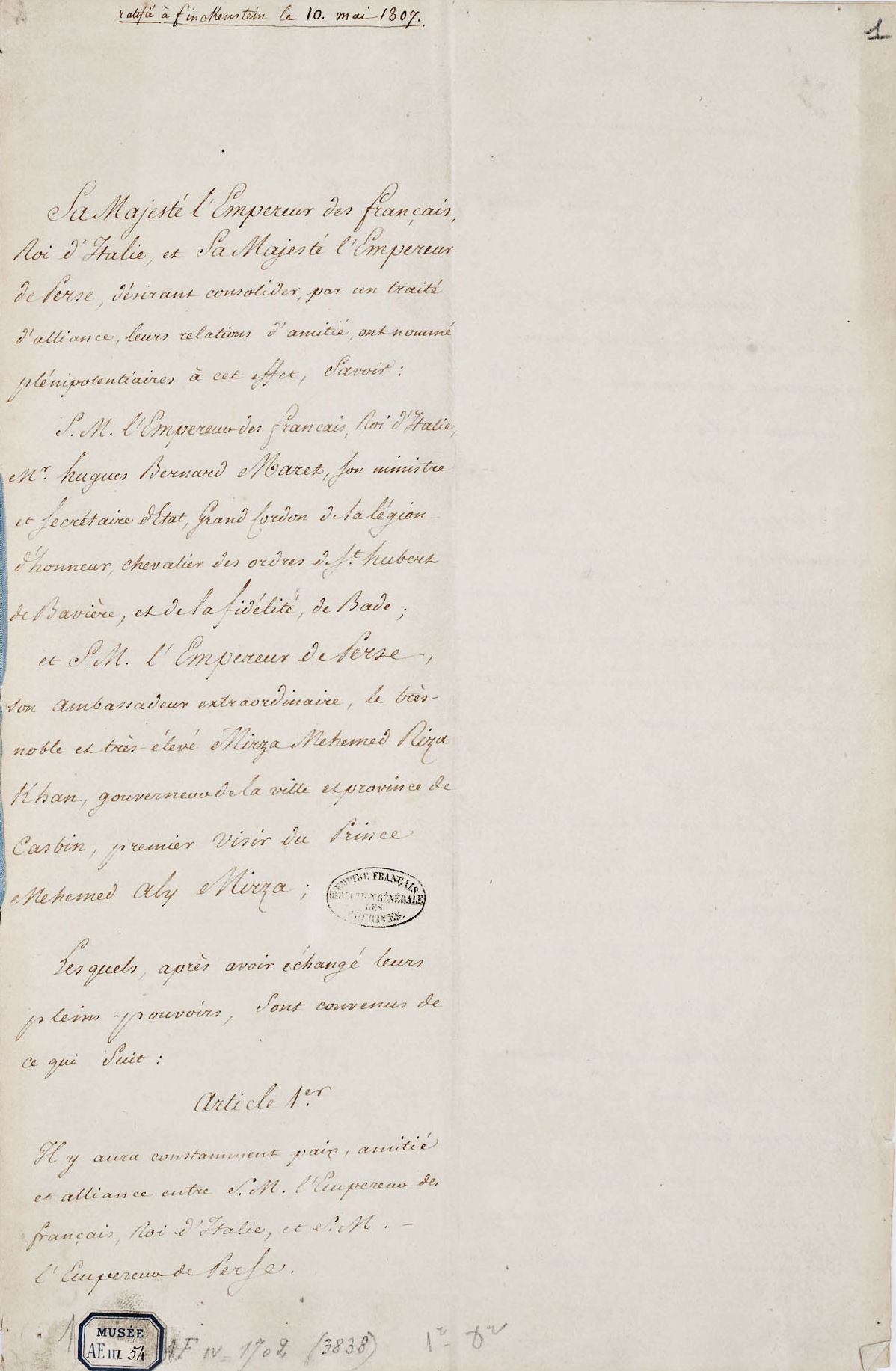
Faksimile der ersten Seiten des Vertrages von Finckenstein

Der Vertrag von Finckenstein wurde zwischen Frankreich und Persien (dem heutigen Iran) in dem Schloss Finckenstein (Westpreußen) am 4. Mai 1807 unterzeichnet. Mit dem Vertrag wurde die Franko-Persische Allianz begründet, die gegen Russland und das Vereinigte Königreich gerichtet war.

## Vorgeschichte
Im Laufe seiner langen Regierungszeit führte Fath Ali Schah in seinen frühen Regierungsjahren Krieg gegen Zar Alexander I. um Georgien, das Russland unter seine Kontrolle gebracht hatte, das aber von Persien beansprucht wurde. Das Vereinigte Königreich lehnte auf Anfrage von Fath Ali Schah ein militärisches Abkommen mit Persien ab, da es sich im Rahmen der Koalitionskriege mit Russland gegen Napoleon I. verbündet hatte. Fath Ali Schah wandte sich daraufhin an Napoleon, um sich mit ihm gegen Russland zu verbünden.

## Inhalt
Napoleon garantierte die Integrität Persiens und erkannte Teile von Georgien und anderer östlicher transkaukasischer Länder als Provinzen des Schahs an; außerdem sollten von französischer Seite her alle Anstrengungen zur Restaurierung dieses Machtanspruches gemacht werden. Napoleon versprach weiterhin, dem Schah mit Waffen, Offizieren und Facharbeitern zu helfen. Auf der anderen Seite forderte der Vertrag zum Nutzen Frankreichs, dass der Schah Krieg gegen das Vereinigte Königreich erkläre, alle Briten aus Persien ausweise und dazu beitragen solle, die Afghanen zu überzeugen, eine gemeinsame französisch-persisch-afghanische Invasion nach Indien mit zu tragen.

## Weitere Entwicklung
Als ersten Schritt der Zusammenarbeit entsandte Napoleon eine französische Militärmission unter der Leitung des Generals Claude Mathieu de Gardane nach Persien. General Gardane sollte mit Hilfe der mitgereisten 70 französischen Offiziere die persische Armee modernisieren und Kontakt zur osmanischen Armee aufnehmen. Ferner plante Napoleon seinen Bruder Lucien Bonaparte als Botschafter nach Persien zu entsenden.
Auf dem europäischen Schlachtfeld rückte Napoleon weiter gegen Russland vor. Die russischen Truppen erlitten am 14. Juni 1807 in der Schlacht bei Friedland eine schwere Niederlage. Zar Alexander I. nahm daraufhin Verhandlungen mit der französischen Seite auf, die zunächst am 23. Juni zu einem Waffenstillstand führten. Am 25. Juni begannen schließlich die Friedensverhandlungen in Tilsit zwischen Napoleon und Zar Alexander I., die am 7. Juli 1807 zum Frieden von Tilsit führten.
Nachdem Russland der Kontinentalsperre gegen das Vereinigte Königreich beigetreten war, nahm Fath Ali Schah wieder Verhandlungen mit den Briten auf, um Unterstützung gegen Russland zu erhalten. Aus diesem Grund lehnte es Fath Ali Schah dann auch ab, sich an der Kontinentalsperre zu beteiligen. Trotz des Vertrags von Finckenstein schaffte es Frankreich daher nicht, den diplomatischen Krieg um Persien zu gewinnen. Keiner der Vertragspunkte wurde realisiert. Am 12. März 1809 unterzeichnete das Vereinigte Königreich einen Vertrag mit Persien, der den Vertrag von Finckenstein aufhob und die Ausweisung aller Franzosen aus Persien zur Folge hatte.